# Parigi-Tours 1998
La Parigi-Tours 1998, novantaduesima edizione della corsa e valevole come prova della Coppa del mondo 1998, si svolse il 4 ottobre 1998, per un percorso totale di 254,5 km. Fu vinta dal francese Jacky Durand, al traguardo con il tempo di 5h45'14" alla media di 44,231 km/h.
Partenza a Saint-Arnoult-en-Yvelines con 179 ciclisti di cui 145 portarono a termine il percorso.

## Squadre partecipanti
| N. | Cod. | Squadra                        |
| -- | ---- | ------------------------------ |
|    | ASI  | Asics-CGA                      |
|    | BAL  | Ballan                         |
|    | BIG  | BigMat-Auber 93                |
|    | BRE  | Brescialat-Liquigas            |
|    | C.A  | Credit Agricol                 |
|    | COF  | Cofidis                        |
|    | CSO  | Casino-Ag2r                    |
|    | CTA  | Cantina Tollo-Alexia Alluminio |
|    | FDJ  | Française des Jeux             |
|    | FES  | Festina-Lotus                  |
|    | JAC  | Team Home-Jack & Jones         |
|    | LOT  | Lotto-Mobistar                 |

| N. | Cod. | Squadra                     |
| -- | ---- | --------------------------- |
|    | MAP  | Mapei-Bricobi               |
|    | MER  | Mercatone Uno-Bianchi       |
|    | MUT  | Mutuelle de Seine-et-Marne  |
|    | PLT  | Team Polti                  |
|    | RAB  | Rabobank                    |
|    | RIS  | Riso Scotti-MG Maglificio   |
|    | SAE  | Saeco-Cannondale            |
|    | SCR  | Scrigno-Gaerne              |
|    | TEL  | Team Deutsche Telekom       |
|    | USP  | US Postal Service           |
|    | VIT  | Vitalicio Seguros           |
|    | VLA  | Vlaanderen 2002-Eddy Merckx |

## Ordine d'arrivo (Top 10)
| Pos. | Corridore            | Squadra        | Tempo    |
| ---- | -------------------- | -------------- | -------- |
| 1    | Jacky Durand         | Casino-Ag2r    | 5h45'14" |
| 2    | Mirko Gualdi         | Team Polti     | a 2"     |
| 3    | Jaan Kirsipuu        | Casino-Ag2r    | a 31"    |
| 4    | Stefano Zanini       | Mapei-Bricobi  | s.t.     |
| 5    | Nicola Minali        | Riso Scotti    | s.t.     |
| 6    | Max Van Heeswijk     | Rabobank       | s.t.     |
| 7    | Alessandro Bertolini | Cofidis        | s.t.     |
| 8    | Jo Planckaert        | Lotto-Mobistar | s.t.     |
| 9    | André Korff          | Festina-Lotus  | s.t.     |
| 10   | Jean-Patrick Nazon   | F. des Jeux    | a 32"    |